# Mon ex-femme détective

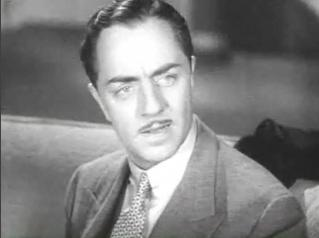
William Powell

Mon ex-femme détective (titre original : The Ex-Mrs. Bradford) est un film américain réalisé par Stephen Roberts, sorti en 1936.

## Synopsis
Un médecin et son ex-épouse auteur de romans policiers et détective amateur à l'occasion enquêtent sur la mort suspecte d'un jockey.
En même temps que le couple est confronté à toutes sortes de problèmes et de dangers éventuels, la jeune femme en profite pour essayer de se faire réépouser par son ex-mari.

## Fiche technique
- Titre : Mon ex-femme détective
- Titre original : The Ex-Mrs. Bradford
- Réalisation : Stephen Roberts
- Scénario : Anthony Veiller d'après une histoire de James Edward Grant
- Photographie : J. Roy Hunt et Jack MacKenzie (seconde équipe, non crédité)
- Montage : Arthur Roberts
- Costumes : Bernard Newman
- Direction musicale : Roy Webb
- Direction artistique : Van Nest Polglase
- Production : Edward Kaufman
- Studio de production : RKO
- Pays d'origine :  États-Unis
- Format : Noir et blanc - Son : Mono (RCA Victor System)
- Genre : Comédie, Film policier, Comédie policière
- Durée : 82 minutes
- Dates de sortie : 
  -  États-Unis : 13 mai 1936

## Distribution
- William Powell : Dr Lawrence Bradford
- Jean Arthur : Paula Bradford
- James Gleason : Inspecteur Corrigan
- Eric Blore : Stokes
- Robert Armstrong : Nick Martel
- Lila Lee : Miss Prentiss
- Grant Mitchell : John Summers
- Erin O'Brien-Moore : Mme Summers
- Ralph Morgan : Leroy Hutchins
- Lucile Gleason : Mme Hutchins
- Charles Richman : M. Curtis
- Frank M. Thomas : Mike North